# Pyknantemum
Pyknantemum (Pycnanthemum) je rod rostlin z čeledi hluchavkovité. Jsou to aromatické byliny s jednoduchými vstřícnými listy a drobnými, bílými nebo světle fialovými, pyskatými květy, které hojně přitahují hmyz, zejména včely. Rod zahrnuje asi 19 druhů a je rozšířen výhradně v Severní Americe. Nejvíce druhů roste na jihovýchodě USA.
Pyknantema mají význam v lékařství a léčitelství, jsou zdrojem esenciálních olejů a v poslední době nacházejí využití i jako okrasné trvalky. Řada druhů je plně mrazuvzdorných i v podmínkách střední Evropy.

## Popis
Zástupci rodu pyknantemum jsou vytrvalé, silně aromatické byliny. Listy jsou vstřícné, jednoduché, přisedlé nebo krátce řapíkaté, s vejčitou, kopinatou, eliptickou nebo čárkovitou, celokrajnou nebo na okraji různě zubatou čepelí.
Květenství je hlávka, chocholík nebo soubor lichopřeslenů složených z klubek (párových vrcholíků).
Kalich může být pravidelný nebo dvoustranně souměrný, válcovitý nebo trubkovitě zvonkovitý, a je zakončený 5 zuby. Koruna je bílá až světle fialová s purpurovými skvrnami, dvoupyská, s přímou korunní trubkou.
Tyčinky jsou 4, buď jsou všechny stejně dlouhé nebo 2 delší. U některých druhů vyčnívají z koruny.
Plodem je trojhranný oříšek.

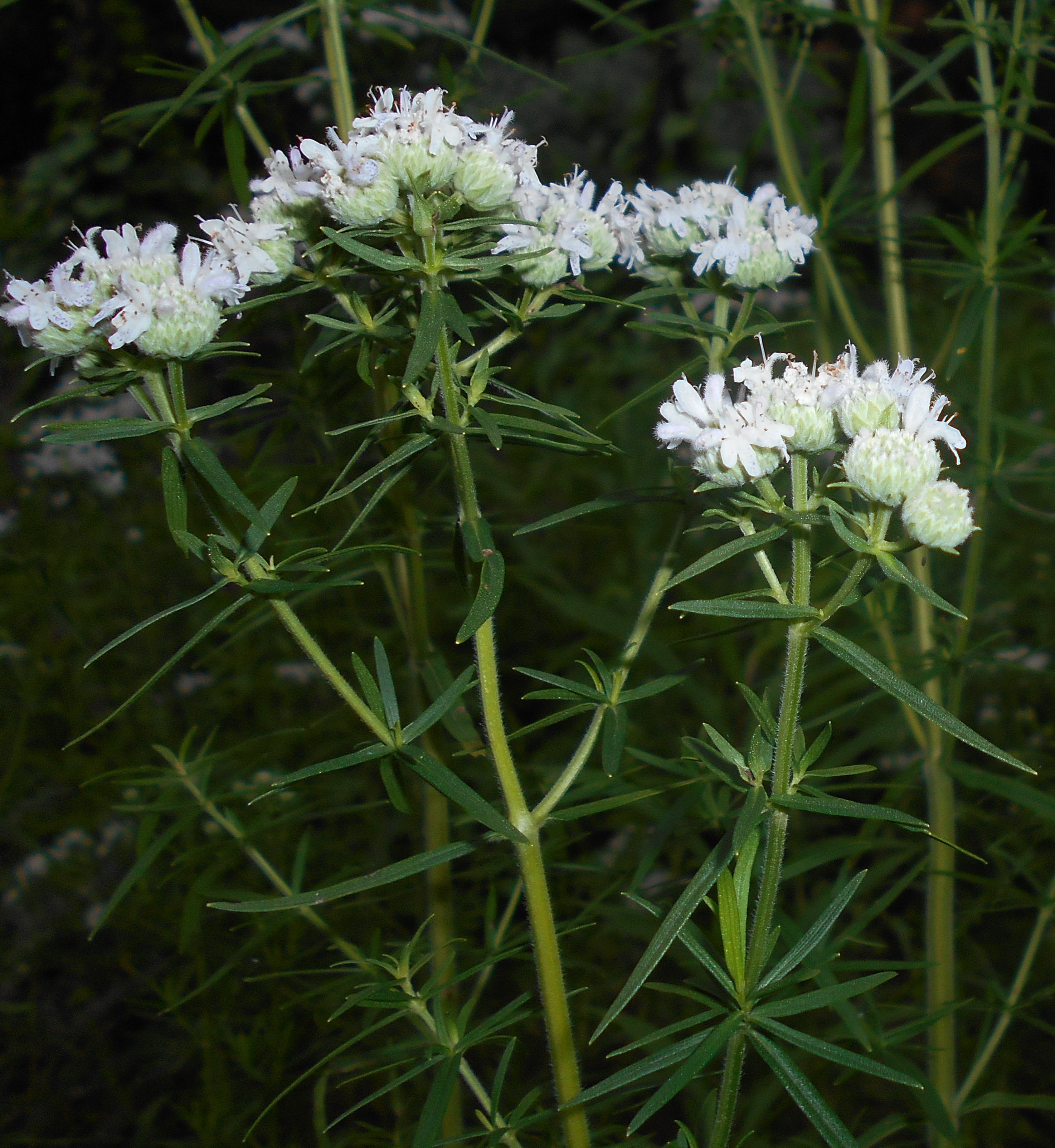
Kvetoucí Pycnanthemum virginianum
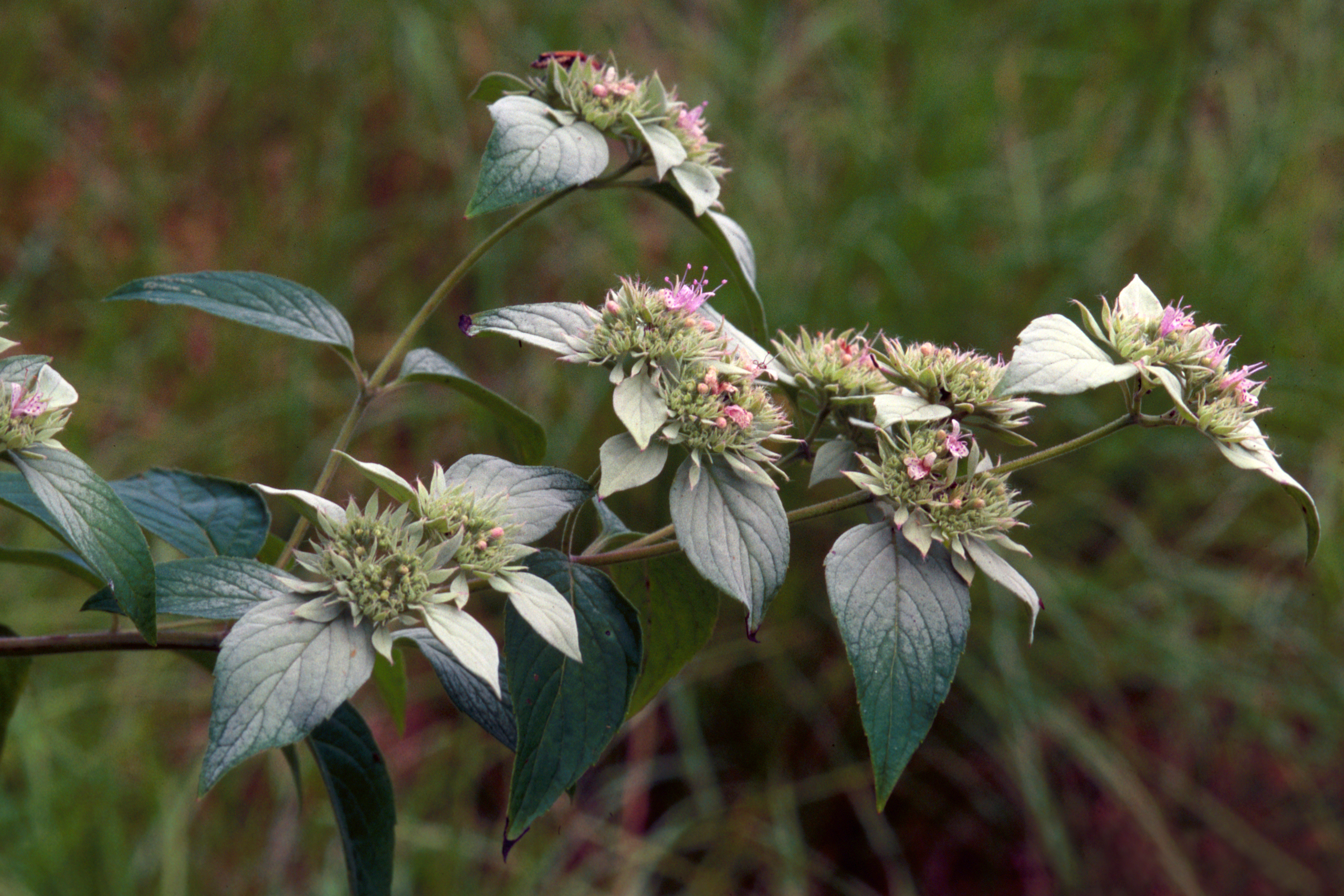
Pycnanthemum incanum
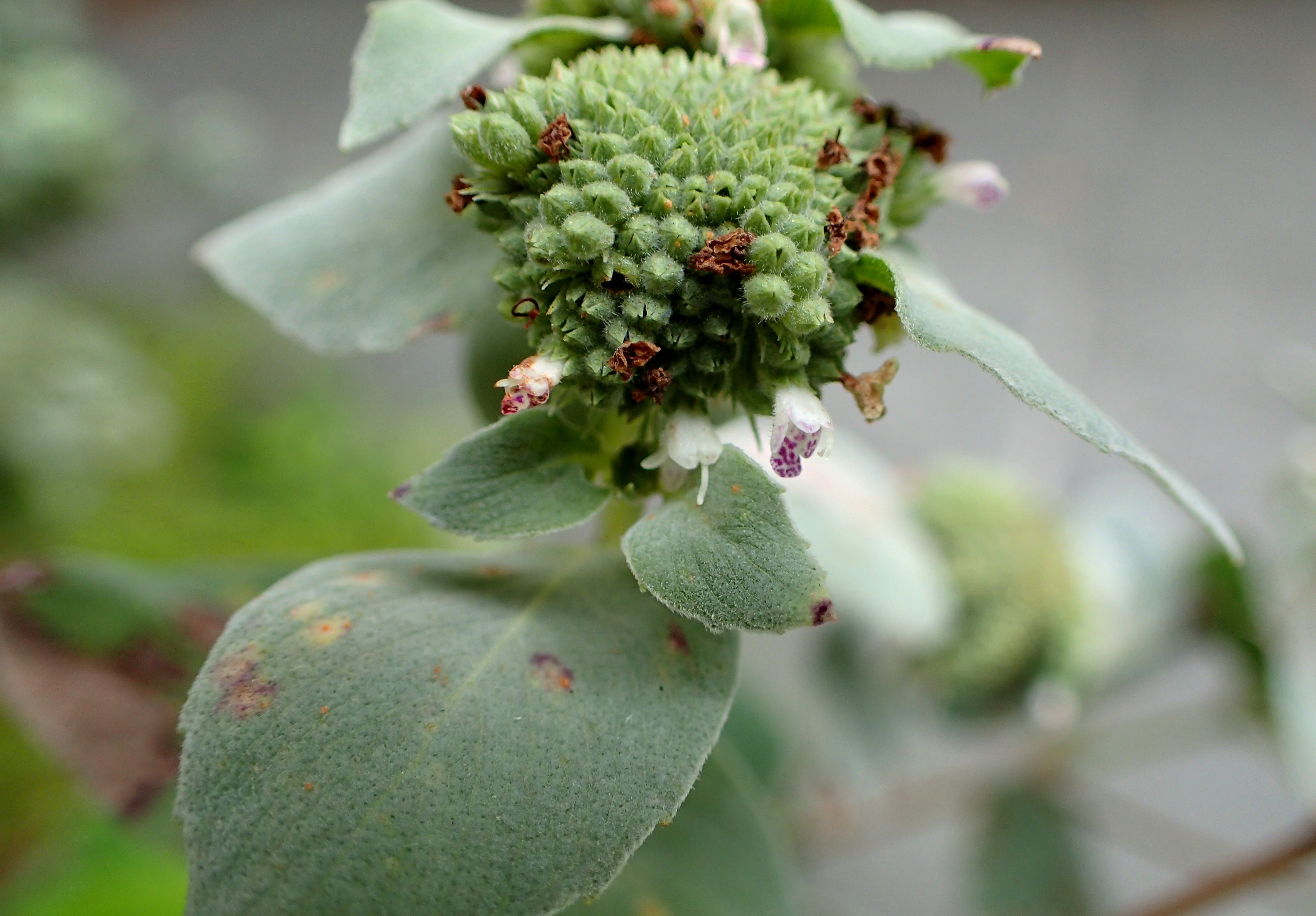
Detail květenství P. muticum

## Rozšíření
Rod pyknantemum zahrnuje asi 19 druhů. Je rozšířen výhradně v Severní Americe. Převážná většina druhů se vyskytuje ve východní polovině kontinentu. Výjimkou je pouze Pycnanthemum californicum, endemit Kalifornie. Centrum rozšíření rodu je na jihovýchodě USA. Některé druhy zasahují i do východní Kanady.
Většina druhů roste na narušených stanovištích, v přirozených otevřených společenstvech nebo na lesních okrajích.

## Ekologické interakce
Květy jsou opylovány hmyzem.
Rostliny rodu pyknantemum jsou v Severní Americe živnými rostlinami housenek můr Eutrapela clemataria, Heliotis virescens a lišaje Sphinx eremitus.

## Taxonomie
Rod Pycnantemum je v rámci čeledi Lamiaceae řazen do podčeledi Nepetoideae, tribu Mentheae a podtribu Menthinae. Podle výsledků molekulárních studií jsou nejblíže příbuznými rody Monarda a Blephilia, s nimiž tvoří rod Pycnanthemum monofyletickou skupinu.

## Zástupci
- pyknantemum kalifornské (Pycnanthemum californicum)
- pyknantemum pýřité (Pycnanthemum pilosum)
- pyknantemum úzkolisté (Pycnanthemum tenuifolium)

## Význam
Pyknantema jsou v rámci České republiky dosud poměrně málo známé trvalky, v posledních letech občas vysazované do trvalkových kompozic. Drobné bílé nebo nafialovělé květy v hojném množství přitahují hmyz, zejména včely. Pěstují se úzkolisté druhy (pyknantemum úzkolisté, pyknantemum pýřité) i širokolisté druhy, z nichž některé mají výrazné šedé ochlupení horních listenů pod květenstvím (např. Pycnanthemum muticum, P. incanum). Druh Pycnanthemum montanum má listeny nafialovělé. Rostliny se vysazují zejména jako výplňové trvalky v kombinaci s jinými rostlinami. Druh Pycnanthemum muticum je vhodný i na plošné výsadby. Některé druhy je možno vidět např. ve sbírkách Dendrologické zahrady v Průhonicích a Pražské botanické zahrady v Tróji.
Rostliny mají výraznou mátovou vůni a jsou používány v bylinném lékařství podobně jako máta. Nálev z čerstvé nebo sušené nati slouží při léčení nachlazení, horečkách, zažívacích potížích a plynatosti.
Z některých druhů je destilován olej (silice) s velmi vysokým obsahem pulegonu, který u některých druhů (Pycnanthemum incanum, P. muticum) dosahuje až přes 90 % silice. Silice se používá jako náhrada silice z poleje obecné.

## Pěstování a množení
Rostliny prospívají na slunných a sušších stanovištích. Jsou vesměs mrazuvzdorné. Některé druhy se mohou ve vlhčích půdách intenzivně rozrůstat do okolí prostřednictvím podzemních výběžků.
Pyknantema lze snadno množit semeny, která se vysévají na povrch substrátu v jarních měsících a v teplém skleníku klíčí velmi ochotně. Starší rostliny lze též množit dělením trsů.